# Aurélien Lescure
Pour les articles homonymes, voir Lescure.
Aurélien Lescure, né le 23 février 1986 à Villefranche-de-Rouergue dans le département de l'Aveyron, est un triathlète français.

## Biographie
La carrière de haut niveau d'Aurélien Lescure commence en 2003, lorsqu'il devient champion de France cadet de triathlon. Chez les juniors, il devient vice-champion de France en 2005, ce qui lui vaut sa première sélection en équipe de France pour participer aux championnats d'Europe en Grèce la même année.
Après ses débuts au club de Triathlon 12, il rejoint un club de division 1 de triathlon, le TCG79 Parthenay en 2007 afin de pouvoir se confronter aux meilleurs mondiaux plus régulièrement.
Après deux saisons au sein du club de Parthenay, Aurélien Lescure rejoint en 2009, l'EC Sartrouville où il côtoie les meilleurs mondiaux de la discipline avec notamment Francisco Javier Gómez Noya, Alistair Brownlee et Jonathan Brownlee, Mario Mola. Il remporte cette année-là, le titre de champion de France de D1 avec son club, réalise deux podiums en coupe d'Europe et termine 14ᵉ de sa première coupe du monde avec en ligne de mire les JO 2012.
En 2010, il remporte de nouveau le titre de champion de France de D1 avec l'EC Sartrouville, réalise son premier TOP 10 en coupe du monde et devient champion du monde universitaire avec l'équipe de France à Valence (ESP).
En 2011, Aurélien Lescure fait le choix de rejoindre le club du Sud Triathlon Performance qui vient de monter en division 2 de triathlon et dont l'objectif est une montée en division 1. Cette année, le triathlète réalise son premier podium en coupe du monde à Edmonton au Canada, où il termine second au sprint avec le Néo-Zélandais Bevan Docherty,. Cette performance lui vaut cette même année, une sélection pour les séries mondiales de triathlon (WTS) à Yokohama au Japon course ou il termine 16ᵉ. De retour du Japon, il devient vice-champion de France élite derrière Laurent Vidal.
En 2012, alors que son objectif est une sélection aux JO de Londres, Aurélien Lescure est victime d=d'une baisse de niveau qui l'éloigne des dernières échéances qualificatives pour les Jeux Olympiques. Le sportif saisit cette occasion pour effectuer son stage de fin d'étude d'ingénieur dans le secteur du spatial chez Thales Alenia Space.
En 2013, Aurélien Lescure revient sur le circuit international lors de la coupe du monde de Cozumel au Mexique en terminant à la 2ᵉ place au sprint avec l'Espagnol Javier Gómez.
En 2014, lors de la coupe du monde de Huatulco au Mexique, alors que le Français domine largement la course, il est subitement victime d'une hyperthermie et il s'effondre littéralement à 15 m de la ligne d'arrivée. Il parvient tout de même à se relever en s'aidant des barrières et à terminer la course en 3ᵉ position,. Il termine cette même année 7ᵉ de la coupe du monde de Chengdu en Chine et 6ᵉ de la coupe du monde d'Alanya en Turquie.
En 2015, Aurélien Lescure est victime d'une rupture partielle du tendon d'Achille lors d'un entrainement à quelques semaines du début de la saison. Il ne peut finalement reprendre l'entrainement en course à pied qu'en début 2016 où il parvient à réaliser un podium lors de la coupe d'Afrique de Sharm El Sheikh (Egypte), un top 10 à la coupe du monde de Chengdu (Chine) et une victoire internationale à la coupe continentale de Salinas (Equateur) mais cela n'est pas suffisant pour rattraper le déficit de points accumulé lors de la saison 2015 et prétendre à une sélection aux JO de Rio 2016. Après cette  déception, il met fin à sa carrière de haut-niveau et a entame sa carrière professionnelle d'ingénieur dans le Spatial chez Thales Alenia Space.

## Palmarès en triathlon
Le tableau présente les résultats les plus significatifs (podium) sur le circuit national et international de triathlon depuis 2009.
| Année                              | Compétition                                | Pays               | Position           | Temps           |
| ---------------------------------- | ------------------------------------------ | ------------------ | ------------------ | --------------- |
| 2016                               | Coupe Panaméricaine : étape de Salinas     | Équateur           | Médaille d'or      | 1 h 50 min 52 s |
| 2016                               | Coupe d'Afrique : étape de Sharm El Sheikh | Égypte             | Médaille de bronze | 1 h 1 min 25 s  |
| 2014                               |                                            |                    |                    |                 |
| Coupe du monde : étape de Huatulco | Mexique                                    | Médaille de bronze | 2 h 2 min 9 s      |                 |
| Triathlon d'Embrun (M)             | France                                     | Médaille d'or      | 2 h 9 min 12 s     |                 |
| 2013                               | Coupe du monde : étape sprint de Cozumel   | Mexique            | Médaille d'argent  | 53 min 28 s     |
| 2013                               | Coupe d'Afrique : étape sprint de Larache  | Maroc              | Médaille de bronze | 58 min 46 s     |
| 2013                               | Triathlon de La Baule                      | France             | Médaille de bronze | Timing          |
| 2011                               | Coupe du monde : étape d'Edmonton          | Canada             | Médaille d'argent  | 1 h 46 min 49 s |
| 2011                               | Championnat de France                      | France             | Médaille d'argent  | 1 h 56 min 40 s |
| 2010                               | Coupe d'Europe : étape de Karlovy Vary     | Tchéquie           | Médaille d'argent  | 1 h 49 min 48 s |
| 2009                               | Coupe d'Europe : étape de Karlovy Vary     | Tchéquie           | Médaille de bronze | 1 h 49 min 50 s |
| 2009                               | Coupe d'Europe : étape de Egirdir          | Turquie            | Médaille de bronze | 1 h 49 min 55 s |